# Simušir
Simušir (rusky Симушир, japonsky 新知島) je neobydlený vulkanický ostrov uprostřed řetězce Kurilských ostrovů v Ochotském moři na severozápadě Tichého oceánu. Dříve byl nazýván Marikan (Мариканъ).

## Historie
V dobách prvních kontaktů s Evropany obývali ostrov Ainuové. Na mapě z období Edo datované roku 1644 je vyznačen jako feudální držba klanu Macumae. Šógunát Tokugawa vlastnictví klanu Macumae v roce 1715 potvrdil. Ruský průzkumník Gerasim Grigorjevič Izmajlov byl na začátku 70. let 18. století na ostrově vysazen. Celý rok se živil „hřebenatkami, trávou a kořínky“. Roku 1831 došlo k erupci vulkánu.
Svrchovanost nejprve smlouvou ze Šimody přešla na Rusko, posléze byla navrácena Petrohradskou smlouvou spolu s dalšími Kurilskými ostrovy Japonsku. Administrativně byl ostrov spravován z Hokkaidó jako součástí podprefektury Nemuro. Osadníci se živili rybolovem a chovem polární lišky a sobů. Za druhé světové války byli obyvatelé evakuováni na domácí ostrovy a na ostrově rozmístěna vojenská posádka. Po výsadku na Kurily se bez boje vzdala Rudé armádě. V dobách Sovětského svazu užívalo Broutonovu zátoku Sovětské námořnictvo jako tajnou ponorkovou základnu, mezi lety 1987 a 1994, zde žilo okolo tří tisíc lidí. Pozůstatky základny jsou na satelitních snímcích jasně zřetelné.
Ostrov není obydlen, administrativně je součástí Sachalinské oblasti Ruské federace.

## Klima
Mocný proud Ojašio na západě aleutské níže přináší chladné a velmi vlhké subarktické podnebí (Dfc podle Köppenovy klasifikace podnebí), které se přibližuje polárnímu podnebí (ET). V těchto mírných zeměpisných šířkách je neobvyklé, v nízko položených oblastech lze takové klima očekávat o 20 stupňů či 2 200 kilometrů výše na sever. Na rozdíl od typického subarktického nebo polárního podnebí jsou však zimy jen mírné a půda zde není trvale zmrzlá, neboť průměrná roční teplota je kolem 2,8 °C a nikdy neklesla pod −22,2 °C. Extrémní větry v zimě dosahují v průměru až 43 km/h a pocitovou teplotu snižují. Léta jsou mírná, ale mimořádně oblačná, s mlhami, které se v létě vyskytují v šesti sedminách dne. Délka slunečního svitu nedosahuje v roce ani 1 100 hodin, což je srovnatelné s Reykjavíkem nebo extrémně mlhavou Sečuánskou pánví.

## Fauna
Ze savců se na ostrově žije lachtan Stellerův (Eumetopias jubatus), kalan (Enhydra lutris), tuleň kroužkovaný (Pusa hispida). Kalani však nenacházejí dostatek potravy a jejich populace klesá.